# Heinrich Klutschak

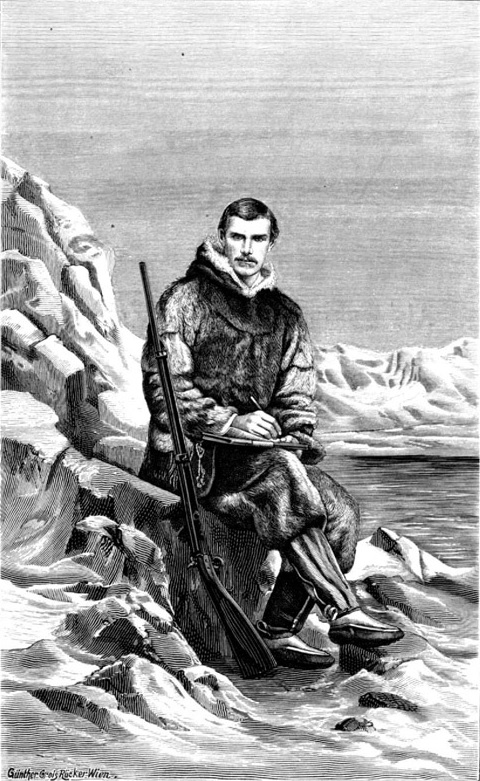
Heinrich Klutschak

Heinrich (Henry) Wenzel Klutschak (* 3. Mai 1848 in Prag; † 26. März 1890 in New York City) war ein österreichischer Abenteurer, Autor, Zeichner und Polarforscher.

## Frühe Jahre
Heinrich Klutschak wurde 1848 als Sohn des Journalisten Franz Klutschak (1814–1886), des Chefredakteurs und späteren Herausgebers der deutschen Zeitung Bohemia, in Prag geboren. Während seines Studiums an der Deutschen Technischen Hochschule seiner Heimatstadt machte er sich mit Landvermessung und Kartographie vertraut. Nach dem Besuch der Artillerieschule wurde Klutschak zum 1. Artillerieregiment der Österreichisch-Ungarischen Armee kommandiert. Er wurde 1871 aus dem Militärdienst entlassen und emigrierte in die Vereinigten Staaten von Amerika. Er heuerte auf einem Walfänger an, mit dem er in die Repulse Bay in der westlichen Hudson Bay segelte, wo er erstmals kanadischen Inuit begegnete. Einige Zeit arbeitete er als Übersetzer auf Transatlantikdampfern.

## Reise nach Südgeorgien

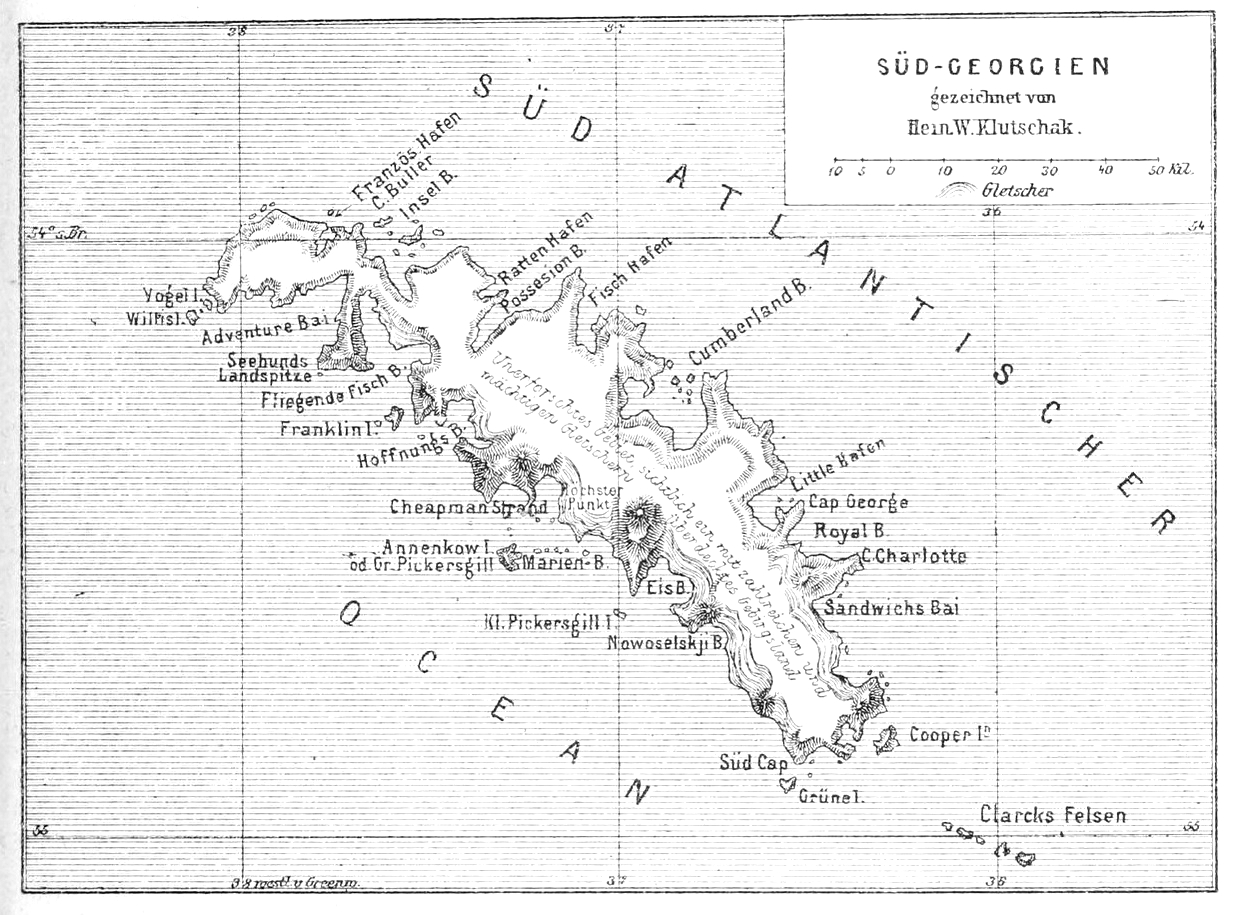
Klutschaks Karte von Südgeorgien

1877 schiffte Klutschak sich als Passagier auf dem Schoner Flying Fish ein, der zur Robbenjagd in den Südatlantik fuhr. Das Schiff erreichte die Insel Südgeorgien am 22. September. Bis zum 28. Februar des Folgejahres hatte Klutschak Gelegenheit, das Land näher kennenzulernen. Da das Schiff die Insel vollständig umrundete, war es ihm möglich, eine Karte Südgeorgiens anzufertigen, die er später gemeinsam mit einem Bericht in der Deutschen Rundschau für Geographie und Statistik veröffentlichte. Südgeorgien würde im 19. Jahrhundert zwar regelmäßig von Robbenschlägern aufgesucht, seit seiner Wiederentdeckung durch James Cook im Jahre 1775 war es aber von keinem Naturforscher mehr betreten worden. Klutschaks Beobachtungen waren für die Wissenschaft also von großem Interesse. Neben den geographischen Gegebenheiten widmete er sich besonders der Beschreibung der Tierwelt. Er fand verschiedene Arten von Robben und eine reiche Vogelwelt vor. Er berichtete auch von bereits zu dieser Zeit eingeschleppten Ratten. Über die Art und Weise der Robbenjagd äußerte er sich kritisch („widersinniges Abschlachten“) und war sich gewiss, dass sie zur vollständigen Ausrottung der Tiere führen würde. Die von ihm beobachteten klimatischen Unterschiede zwischen der Südwest- und der Nordostküste führte er richtig auf die abschirmende Wirkung der Gebirgskette im Inneren der Insel zurück. Klutschak verließ das Schiff Anfang April 1878 in Recife.

## Teilnahme an Schwatkas Expedition zur Suche nach John Franklin

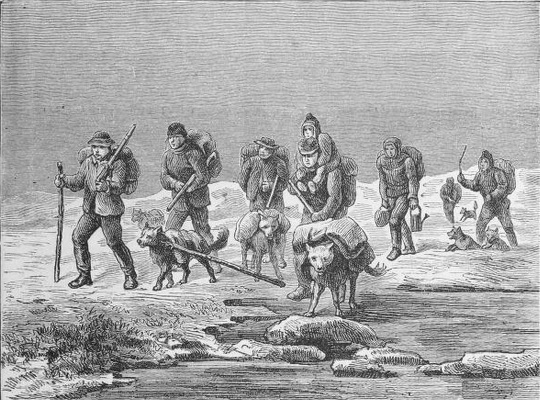
Die Expedition 1879 nach dem Aufbrechen des Eises (nach einer Zeichnung Heinrich Klutschaks)

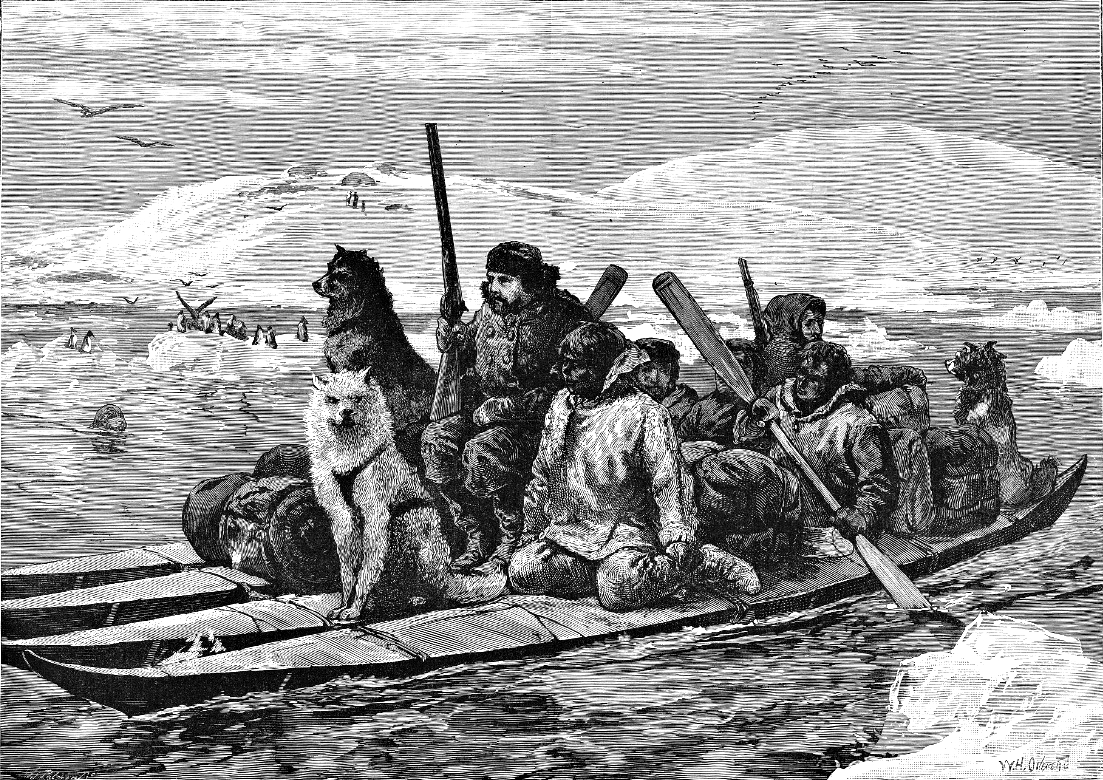
Überquerung der Simpson Strait in Kajaks (nach einer Zeichnung Heinrich Klutschaks)

1876 kursierten von Walfängern genährte Gerüchte, dass Dokumente des verschollenen John Franklin sich in einem künstlichen Steinhaufen auf King William Island befinden sollten. Der Herausgeber des New York Herald, James Gordon Bennett, beschloss daraufhin, eine privat finanzierte Landexpedition auszurüsten, die diese Dokumente suchen sollte. Unterstützt wurde er von Charles P. Daly (1816–1899), dem Präsidenten der American Geographical Society, sowie mehreren Firmen. Dem Leiter der Expedition, Lieutenant Frederick Schwatka, wurde der Journalist des Herald William H. Gilder (1838–1900) als Stellvertreter zur Seite gestellt. Klutschak nahm als Zeichner und Kartograf an der Expedition teil. Weitere Teilnehmer waren Frank F. Melms (1849–1926), ein früherer Walfänger, und – als Übersetzer – Joe Ebierbing (eigentlich Ipiirvik; ca. 1836–ca. 1881), ein Inuk, der in den 1860er Jahren Charles Francis Hall auf seinen zwei Expeditionen unterstützt hatte.
Die Expedition verließ New York am 17. Juni 1878 an Bord des Schoners Eothen und ließ sich Anfang August nördlich des Chesterfield Inlet an der Westküste der Hudson Bay absetzen. Hier lebten die Männer acht Monate unter den Aivilingmiut und übernahmen deren Lebensweise, inklusive Essensgewohnheiten sowie Jagd- und Reisetechniken. Am 1. April 1879 brachen sie in Begleitung von 13 Inuit mit Hundeschlitten über Land in Richtung King William Island auf. Im Juni erreichten sie die Simpson Strait, wo das Basislager aufgeschlagen wurde. Klutschak, Schwatka, Gilder, Melms der Jäger Tulugaq mit seiner Familie begannen damit, die Küsten der Adelaide-Halbinsel und King William Islands sorgfältig nach Spuren der Franklin-Expedition abzusuchen. Ebierbing und die restlichen Inuit verblieben im Lager, um zu jagen und zu fischen. Im August teilte sich auch die Suchmannschaft in zwei Gruppen, von denen eine Klutschak leitete, die andere Schwatka. Von November 1879 bis zum März 1880 dauerte der Rückmarsch der Expedition zur Hudson Bay, wo sie im August an Bord des Walfängers George and Mary ging.
Die Expedition war die erste in der Geschichte der Polarforschung, die sich vollständig der Techniken der Inuit bediente. In 11,5 Monaten wurden 5240 km mit Hundeschlitten zurückgelegt. Es gab keine schweren Verletzungen oder Krankheiten, und die aus frischem Fleisch bestehende Nahrung bewahrte die Teilnehmer vor dem Skorbut. Noch unbekannte Papiere Franklins wurden nicht gefunden, dafür aber zahlreiche Relikte seiner Crew und der beiden Schiffe Terror und der Erebus. Klutschak und seine Gefährten fanden die Überreste von 15 bis 30 Männern der Franklin-Expedition und beerdigten diese. Klutschaks besonderer Beitrag war die Auffindung der Skelette in Starvation Cove, die Schwatka zuvor wegen des hohen Schnees übersehen hatte.
Heinrich Klutschak beschrieb seine Reiseerlebnisse 1881 in seinem Buch Als Eskimo unter den Eskimos, das er mit zahlreichen Abbildungen und drei Karten selbst illustrierte. Sein Bericht unterscheidet sich von denen Schwatkas und Gilders vor allem dadurch, dass er sein Hauptaugenmerk nicht auf die Suche nach Franklins Papieren, sondern auf die Schilderung des Lebens der Inuit legt. Es ist eine frühe ethnografische Arbeit von großem Wert und stellte eine wichtige Quelle für Franz Boas’ berühmtes Buch The central Eskimo von 1888 dar. Klutschaks Buch erschien zunächst nur in deutscher Sprache, eine englische Übersetzung erschien erst 1993 unter dem Titel Overland to Starvation Cove: with the Inuit in search of Franklin 1878–1880.
In den frühen 1880er Jahren veröffentlichte Klutschak auch einige kleinere Arbeiten zu Themen der Geographie und Polarforschung. Er lieferte zudem die Illustrationen zu einem mehrteiligen Bericht über Schwatkas Expedition in den Illustrated London News. Durch Österreich und Deutschland tourte er mit einem Vortrag über seine Erlebnisse, den auch der österreichische Kaiser Franz Joseph I. besuchte.

## Späte Jahre
Klutschak hatte sein Buch dem Förderer der österreichisch-ungarischen Polarforschung, Graf Johann Nepomuk Wilczek, gewidmet, wohl in der Hoffnung, bei späteren Expeditionen berücksichtigt zu werden, was aber weder in Europa, noch in Amerika geschah. Die Expedition nach Jan Mayen, die Wilczek als österreichischen Beitrag zum Ersten Internationalen Polarjahr 1882/83 finanzierte, ließ sich allerdings von Klutschak hinsichtlich ihrer Kleidung und der Schlitten beraten.
Wieder zurück in den USA gelang es Klutschak nicht, eine Beschäftigung zu finden, die seinen Erfahrungen und künstlerischen Fähigkeiten entsprach. Er hielt sich mit Gelegenheitsjobs über Wasser, meist für das Walfangunternehmen Morrison & Brown. Er arbeitete als Privatsekretär und Botenjunge. Zunehmend litt er an Tuberkulose. Freunden gelang es, ihm einen Platz in einem Heim für mittellose Seeleute auf Staten Island zu besorgen. Noch bevor er dorthin umziehen konnte, starb er am 26. März 1890 im Alter von nur 41 Jahren in seiner Wohnung in New York.

## Ehrungen
An Heinrich Klutschak erinnern heute folgende Namen geographischer Objekte:
- Klutschak Point (54° 10′ S, 37° 41′ W) auf der Insel Südgeorgien,[4]
- Klutschak-Halbinsel (67° 55′ N, 98° 30′ W) im Norden des Festlands von Nunavut.[5]

## Werke
- Als Eskimo unter den Eskimos. Eine Schilderung der Erlebnisse der Schwatka’schen Franklin-Aufsuchungs-Expedition in den Jahren 1878–1880. A. Hartleben, Wien 1881 (archive.org).
- Lieutenant Schwatka’s Schlittenexpedition nach King-William Land. In: Deutsche Rundschau für Geographie und Statistik 3, 1881, S. 169–175 und S. 223–231.
- Die Eskimos von Hudson-Bai. In: Deutsche Rundschau für Geographie und Statistik 3, 1881, S. 417–423 (mit Karte der durch Eskimo bewohnten Strecken der westlichen Küste von Hudson-Bai).
- Ein Besuch auf Süd-Georgien. In: Deutsche Rundschau für Geographie und Statistik 3, 1881, S. 522–531.
- Die Insel Jan Mayen. In: Deutsche Rundschau für Geographie und Statistik 4, 1882, S. 300–312.